# Tipsport Arena (Liberec)
De Tipsport Arena is een multifunctioneel overdekt stadion in de Tsjechische stad Liberec. Het stadion wordt vooral gebruikt voor ijshockeywedstrijden van de in de hoogste divisie uitkomende club HC Bílí Tygři Liberec. Ook de basketbalclub BK Kondori Liberec speelt haar thuiswedstrijden in de Tipsport Arena.
De capaciteit van het stadion, die gebouwd is tussen 2003 en 2005, bedraagt bij de sportwedstrijden 7.500. Wanneer er een concert gehouden wordt passen er 9.000 toeschouwers in de Tipsport Arena.